# 1754 az irodalomban

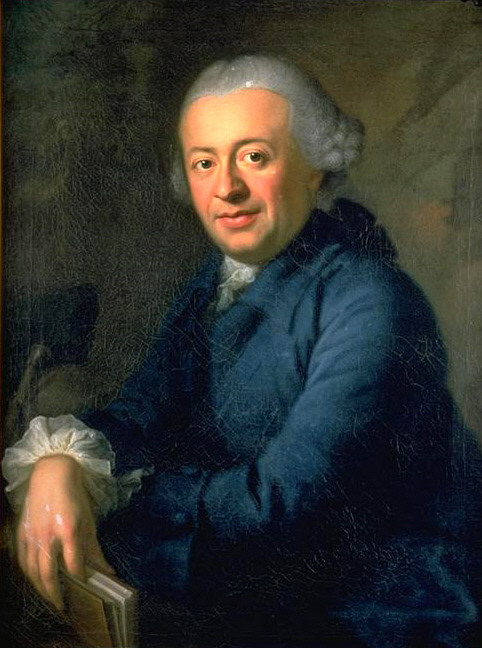
Salomon Gessner

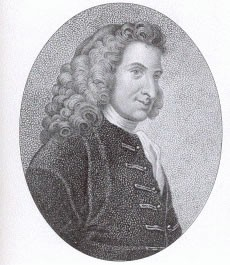
Henry Fielding

Az 1754. év az irodalomban.

## Megjelent új művek
- Salomon Gessner Daphnis című terjedelmes költeménye.

## Születések
- február 19. – Vincenzo Monti olasz költő, drámaíró, műfordító († 1828)
- február 28. – Gheorghe Șincai román történész, nyelvész, költő, fordító, az Erdélyi iskola nevű mozgalom képviselője  († 1816)
- december 6. – Gelei József magyar író, műfordító († 1838)
- december 24. – George Crabbe angol költő († 1832)

## Halálozások
- január 21. – Ludvig Holberg norvég-dán író, drámaíró, filozófus, történész (* 1684)
- október 8. – Henry Fielding angol regényíró, drámaíró, jogász (* 1707)